# Anthony Andrews
Anthony Colin Gerald Andrews (nacido el 12 de enero de 1948) es un actor inglés. Interpretó a Lord Sebastian Flyte en la miniserie de ITV Retorno a Brideshead (1981), por la que ganó premios Golden Globe y BAFTA de televisión, y fue nominado a un Emmy. Sus otros papeles principales incluyen Operation Daybreak (1975), Danger UXB (1979), Ivanhoe (1982) y The Scarlet Pimpernel (1982), e interpretó al primer ministro del Reino Unido, Stanley Baldwin, en El discurso del rey (2010).

## Primeros años y carrera
Andrews nació en Londres, hijo de Geraldine Agnes (de soltera Cooper), bailarina, y Stanley Thomas Andrews, arreglista y director de orquesta de la BBC. Creció en North Finchley, Londres. A la edad de ocho años, tomó lecciones de baile y debutó en el escenario como el Conejo Blanco en una adaptación teatral de Las aventuras de Alicia en el país de las maravillas de Lewis Carroll. Asistió a la Escuela Real Masónica para Niños en Bushey, Hertfordshire.
Después de una serie de trabajos que incluían cáterin, agricultura y periodismo, consiguió un puesto en el Chichester Theatre, donde trabajó como asistente de dirección de escena y más tarde como productor suplente. En 1968, hizo una audición para una producción de la nueva obra de Alan Bennett, Forty Years On, que presentaba a John Gielgud como director de una public school británica durante el período de la Primera Guerra Mundial. Andrews fue elegido como Skinner, uno de los veinte escolares. En 1974 interpretó a Lord Robert, marqués de Stockbridge en la serie de televisión Upstairs, Downstairs. En 1975 tuvo un papel protagónico en la película española Las adolescentes, junto a Koo Stark.
En junio de 1977, fue elegido para el papel de Bodie en la serie de ITV Los profesionales. Sin embargo, después de tres días de rodaje, el creador y productor Brian Clemens creía que la química entre Andrews y Martin Shaw (Doyle) no funcionaba y que "la pareja no tenía el trasfondo de amenaza necesario para llevar adelante el concepto". Lewis Collins reemplazó a Andrews en el papel. Después de eso, en 1979, Andrews fue la estrella principal de la serie de televisión de ITV Danger UXB, en la que interpretó a un oficial británico de desactivación de bombas en el London Blitz. La serie se emitió por primera vez en el Reino Unido en 1979 en la cadena ITV.
Su trabajo posterior incluye el papel principal de Lord Sebastian Flyte en Retorno a Brideshead (1981). En 1982, ganó un Globo de Oro y un premio BAFTA TV por su actuación y fue nominado a un premio Emmy. En los Estados Unidos, Andrews es mejor conocido por su interpretación del personaje principal en la película para televisión Ivanhoe, así como por la de Sir Percy Blakeney en la película The Scarlet Pimpernel (ambas de 1982).
En el National Theatre de Londres estuvo en Coming in to Land (1997) de Stephen Poliakoff junto a Dame Maggie Smith. También interpretó al profesor Higgins en una versión teatral de My Fair Lady (2003) y al conde Fosco en The Woman in White (2005) de Andrew Lloyd Webber.
Fue el narrador de una transmisión especial del 21 aniversario de BBC Radio 2 del musical Los miserables de Cameron Mackintosh, cantada por el entonces elenco del West End en el Mermaid Theatre de Londres el domingo 8 de octubre de 2006. Andrews apareció como el primer ministro Stanley Baldwin en la película El discurso del rey (2010), por la que ganó un premio SAG junto con Helena Bonham Carter, Jennifer Ehle, Colin Firth, Michael Gambon, Derek Jacobi, Guy Pearce, Geoffrey Rush y Timothy Spall.

## Vida personal

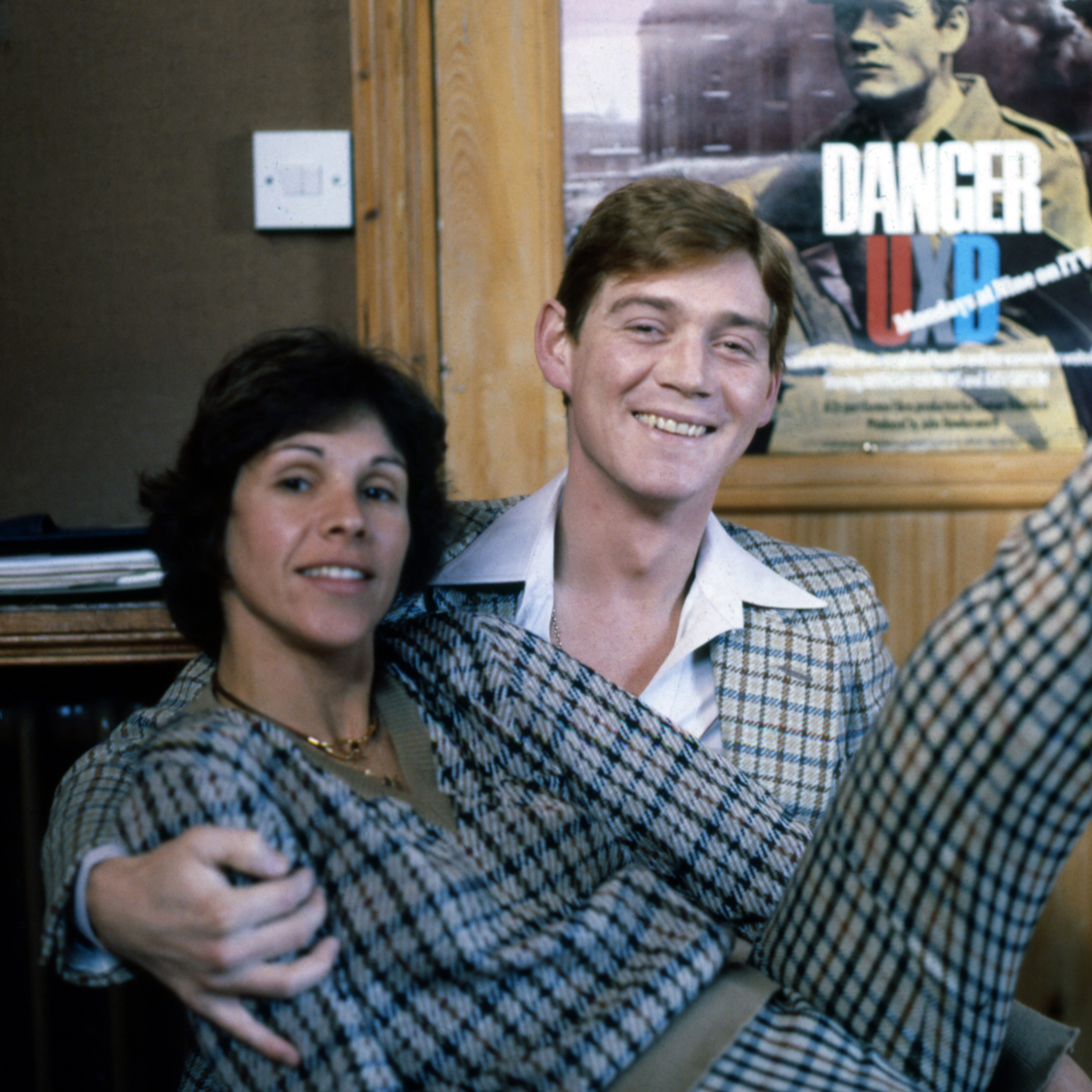
Andrews y su esposa Georgina Simpson

Andrews conoció a la actriz Georgina Simpson, de la familia de grandes almacenes Simpson of Piccadilly, y se casaron el 1 de diciembre de 1971. Ellos tienen tres hijos.
Andrews sobrevivió a un caso de intoxicación por agua en 2003. La afección, también conocida como hiponatremia ("bajo nivel de sodio en la sangre"), ocurre cuando los iones de sodio en el cuerpo están tan diluidos que los nervios no pueden funcionar correctamente. La afección presenta síntomas similares a los de la deshidratación, como dolores de cabeza, náuseas y calambres. Mientras actuaba como Henry Higgins en My Fair Lady, Andrews consumía hasta ocho litros de agua al día. Perdió el conocimiento y pasó tres días en cuidados intensivos.

## Filmografía

### Películas
| Año  | Título                       | Papel                       | Notas                  |
| ---- | ---------------------------- | --------------------------- | ---------------------- |
| 1972 | A War of Children            | Reg Hogg                    | Película de televisión |
| 1972 | A Day Out                    | Hermanos                    | Película de televisión |
| 1973 | Take Me High                 | Hugo Flaxman                |                        |
| 1974 | Percy's Progress             | Catchpole                   |                        |
| 1975 | Las adolescentes             | Jimmy                       |                        |
| 1975 | Operation Daybreak           | Jozef Gabčík                |                        |
| 1976 | Call Girl                    | Marcos                      |                        |
| 1978 | Much Ado About Nothing       | Claudio                     | Película de televisión |
| 1981 | Mistress of Paradise         | Buckley                     | Película de televisión |
| 1982 | Ivanhoe                      | Wilfred de Ivanhoe          | Película de televisión |
| 1982 | La Ronde                     | El joven caballero          | Película de televisión |
| 1982 | The Scarlet Pimpernel        | Sir Percy Blakeney          | Película de televisión |
| 1983 | Sparkling Cyanide            | Tony Browne                 | Película de televisión |
| 1984 | Bajo el volcán               | Hugh Firmin                 |                        |
| 1985 | The Holcroft Covenant        | Johann von Tiebolt          |                        |
| 1986 | The Second Victory           | Major Hanlon                |                        |
| 1987 | The Lighthorsemen            | Mayor Richard Meinertzhagen |                        |
| 1988 | Bluegrass                    | Michael Fitzgerald          | Película de televisión |
| 1988 | The Woman He Loved           | Príncipe de Gales           | Película de televisión |
| 1988 | Hanna's War                  | McCormack                   |                        |
| 1990 | Hands of a Murderer          | Profesor Moriarty           | Película de televisión |
| 1991 | Lost in Siberia              | Andrei Miller               |                        |
| 1995 | Haunted                      | Robert Mariell              |                        |
| 2000 | David Copperfield            | Edward Murdstone            | Película de televisión |
| 2007 | Last Night                   | Dad                         | Cortometraje           |
| 2010 | El discurso del rey          | Stanley Baldwin             |                        |
| 2019 | The Professor and the Madman | Benjamin Jowett             |                        |

### Televisión
| Año       | Título                     | Papel                            | Notas                                             |
| --------- | -------------------------- | -------------------------------- | ------------------------------------------------- |
| 1968      | The Wednesday Play         | Harry                            | Episodio: "A Beast with Two Backs"                |
| 1972      | Dixon of Dock Green        | Paul Richards                    | Episodio: "First Offenders"                       |
| 1972      | Doomwatch                  | Carlos                           | Episodio: "Say Knife, Fat Man"                    |
| 1972      | Follyfoot                  | Lord Beck                        | Episodio: "The Awakening"                         |
| 1972      | Thirty-Minute Theatre      | Michael Warren                   | Episodio: "The Judge's Wife"                      |
| 1974      | The Fortunes of Nigel      | Sir Nigel Olifaunt               | Miniserie, 5 episodios                            |
| 1974      | QB VII                     | Stephen Kelno                    | Miniserie, 2 episodios                            |
| 1974      | The Pallisers              | Conde de Silverbridge            | Recurrente, 7 episodios                           |
| 1974-1975 | David Copperfield          | Steerforth                       | Miniserie, 4 episodios                            |
| 1975      | Upstairs, Downstairs       | Marqués de Stockbridge           | Recurrente, 3 episodios                           |
| 1976      | The Duchess of Duke Street | Marcus Carrington                | Episodio: "Lottie's Boy"                          |
| 1976      | BBC Play of the Month      | Alan Howard                      | Episodio: "French Without Tears"                  |
| 1976      | BBC Play of the Month      | Charles Courtley                 | Episodio: "London Assurance"                      |
| 1977      | Wings                      | Teniente Walker                  | Episodio: "The Prisoner's Friend"                 |
| 1977      | The Sunday Drama           | Harry                            | Episodio: "A Superstition"                        |
| 1977      | BBC Play of the Month      | Horner                           | Episodio: "The Country Wife"                      |
| 1978      | BBC Television Shakespeare | Mercucio                         | Episodio: "Romeo and Juliet"                      |
| 1979      | Danger UXB                 | Brian Ash                        | Personaje regular, 13 episodios                   |
| 1981      | The Love Boat              | Tony Selkirk                     | Recurrente, 3 episodios                           |
| 1981      | Retorno a Brideshead       | Sebastian Flyte                  | Recurrente, 6 episodios                           |
| 1984      | Play for Today             | John Loomis                      | Episodio: "Z for Zachariah"                       |
| 1985      | A.D. Anno Domini           | Nero                             | Miniserie, 5 episodios                            |
| 1987      | American Playhouse         | Johnnie Aysgarth                 | Episodio: "Suspicion"                             |
| 1989      | A Fine Romance             | Michael Trent                    | Episodio: "Pilot"                                 |
| 1989      | Columbo                    | Elliott Blake                    | Episodio: "Columbo Goes to the Guillotine"        |
| 1989      | Nightmare Classics         | Dr. Henry Jekyll/Mr. Edward Hyde | Episodio: "Strange Case of Dr Jekyll and Mr Hyde" |
| 1992      | Danielle Steel's Jewels    | William Whitfield                | Miniserie, 2 episodios                            |
| 1992      | Screen Two                 | Christopher Edwardes             | Episodio: "The Law Lord"                          |
| 1996      | The Ruth Rendell Mysteries | Luke Crossland                   | Episodio: "Heartstones"                           |
| 1996      | Tales from the Crypt       | Jonathan                         | Episodio: "About Face"                            |
| 1997      | Screen Two                 | Robin                            | Episodio: "Mothertime"                            |
| 2001      | Love in a Cold Climate     | Boy                              | Miniserie, 3 episodios                            |
| 2003      | Cambridge Spies            | Rey Jorge VI                     | Miniserie, 1 episodio                             |
| 2004      | Rosemary &amp; Thyme       | Richard Oakley                   | Episodio: "The Invisible Worm"                    |
| 2006      | Agatha Christie's Marple   | Tommy Beresford                  | Episodio: "Agatha Christie's Marple"              |
| 2012      | Birdsong                   | Coronel Barclay                  | Miniserie, 1 episodio                             |
| 2015      | The Syndicate              | Lord Hazelwood                   | Personaje regular, 6 episodios                    |
| 2020      | The English Game           | Lord Kinnaird                    | Recurrente, 5 episodios                           |

### Teatro
| Año  | Título                          | Papel              | Teatro                                  | Notes                       |
| ---- | ------------------------------- | ------------------ | --------------------------------------- | --------------------------- |
| 1968 | Dragon Variations               | Douglas Blake      | Duke of York's Theatre, Londres         |                             |
| 1968 | Forty Years On                  | Skinner            | Teatro Apollo, Londres                  |                             |
| 1971 | Romeo y Julieta                 | Balthasar          | Regent's Park Open Air Theatre, Londres | con New Shakespeare Company |
| 1971 | El sueño de una noche de verano | Mustardseed        | Regent's Park Open Air Theatre, Londres | con New Shakespeare Company |
| 1986 | One of Us                       | Garonway Rees      | Greenwich Theatre, Londres              |                             |
| 1987 | Coming Into Land                | Neville            | Lyttelton Theatre, Londres              |                             |
| 1999 | Vertigo                         |                    | Theatre Royal, Windsor                  |                             |
| 2001 | Espectros                       | Pastor Manders     | Comedy Theatre, Londres                 |                             |
| 2003 | My Fair Lady                    | Henry Higgins      | Teatro Drury Lane, Londres              |                             |
| 2005 | The Woman in White              | Conde Fosco        | Palace Theatre, Londres                 |                             |
| 2007 | The Letter                      | Howard Joyce       | Wyndham's Theatre, Londres              |                             |
| 2011 | Bully Boy                       | Mayor Oscar Hadley | Nuffield Theatre, Southampton           |                             |
| 2012 | A Marvellous Year for Plums     | Sir Anthony Eden   | Chichester Festival Theatre, Chichester |                             |